# Polypore brûlé
Bjerkandera adusta
Espèce
Bjerkandera adusta, de son nom vernaculaire français, le polypore brûlé ou tramète brûlée est un champignon basidiomycète du genre Bjerkandera et de la famille des Hapalopilaceae.

## Description
La face supérieure est de couleur gris-brun, veloutée, qui contraste avec sa marge blanche, qui devient grisonnante par la suite.
La face inférieure présente de minuscules pores, elle est blanche puis grise.

## Habitat
Il forme des ensembles d'individus qui s'imbriquent et forment des étages sur les souches et les troncs, aussi bien morts que vivants.
On le trouve aussi bien sur les feuillus que sur les conifères.